# Мидловский, Исидор Михайлович
Исидор (Сидор) Михайлович Мидловский (укр. Ісидор (Сидір) Михайлович Мидловський; 4 февраля 1854, с. Саджавка, Галиция, Австрийская империя — 18 июля 1916, Львов, Австро-Венгрия) — украинский актёр, режиссёр и театральный деятель, писатель и поэт-песенник.

## Биография
После окончания в 1877 году юридического факультета Львовского университета, работал в судебных учреждениях в г. Станиславова (ныне Ивано-Франковск), в 1883—1891 — в судах в Польше. В 1891—1913 — в Киеве: был адъютантом окружного суда, с 1897 — заместителем прокурора, в 1911—1912 — советником высшего краевого суда.

## Творчество
В юношеские годы выступал в Театре общества «Русская беседа» во Львове (1869—1872). В 1890—1910 — режиссёр любительского театра, где поставил несколько своих драматических произведений и пьесы И. Карпенко-Карого, М. Кропивницкого, Л. Лопатинского и др.
В 1901—1910 — был первым председателем председатель хорового общества «Боян», деятелем «Руської бесіди» и «Міщанського братства» (все — г. Тернополь).
Драматические произведения и песни начал писать ещё во время учёбы в гимназии.
И. Мидловский — автор бытовых драм и мелодрам «Несчастная любовь», переводов и переделок ряда польских и немецких драматических произведений.

## Избранные произведения
- «Капраль Тимко» (1875),
- «Інвалід» (1881; запрещён цензурой),
- «Нещасна любов» (1885),
- «Опир» (1885),
- «Наші переселенці» (1897).

Автор текстов песен «Родимий краю, село родиме», «Вийди, ох вийди», «Прощальна пісня», «Чи я собі не легінь» и др. Несколько песен из его мелодрам стали народными песнями и были широко распространены на Галичине.